# Lokomotiv Iaroslavl
Le Lokomotiv Iaroslavl - en russe : Локомотив Яросла́вль - est un club professionnel russe de hockey sur glace basé à Iaroslavl.

## Historique
Fondé en 1949, le Lokomotiv fut renommé successivement Spartak Iaroslavl, Khimik Iaroslavl, HC YMZ, Troud Iaroslavl, Motor Iaroslavl entre 1955 et 1964, puis prit le nom de Torpedo Iaroslavl entre 1965 et 2000, avant de reprendre son nom d'origine.
À l'époque soviétique, l'équipe a joué essentiellement en troisième division avant d'être promue en deuxième division en 1983, puis en première division en 1987. Elle devient alors dans les années 1990 l'une des meilleures de la ligue et, en 1997, elle est sacrée championne de Russie pour la première fois. Le club déménage en 2001 de l'Avtodizel Arena vers la nouvelle patinoire Arena 2000 et remporte le championnat de Russie en 2002 et 2003. L'équipe a remporté trois fois la Superliga. En 2008, elle intègre une nouvelle compétition en Eurasie, la Ligue continentale de hockey (KHL).

## Accident aérien
Le 7 septembre 2011, l'avion transportant l'équipe vers Minsk s'écrase au moment du décollage, faisant 43 morts soit la totalité des joueurs et du personnel de la formation présents à bord, à l'exception d'un membre de l'équipage et du joueur Aleksandr Galimov,,. Galimov gravement brûlé sur près de 90 % de son corps est soigné et maintenu dans un coma artificiel mais finalement, le 12 septembre, sa mort est officialisée. L'équipe allait disputer son premier match de la saison chez le Dinamo Minsk. En réaction à la tragédie, la Ligue continentale de hockey a décidé de reporter le début officiel de la saison qui se déroulait le jour même. Le match entre Salavat Ioulaïev Oufa et l'Atlant Mytichtchi, déjà débuté, lequel en était au premier tiers temps, a été interrompu et reporté à une date ultérieure. Une minute de silence, lourde d'émotion, a été alors observée.
Depuis cet accident les maillots de l'équipe comportent un ruban noir avec la date du crash écrit en blanc

## La reconstruction
Pour se reconstruire, l'équipe fait appel à l'entraîneur Piotr Vorobiov. L'équipe conserve sa place dans la KHL pour 2012-2013 et est assurée d'office d'une place en séries éliminatoires quel que soit son classement. De plus, elle est autorisée à participer à la saison 2011-2012 dans la VHL. Elle joue un match contre chaque équipe. Son classement est établi en fonction de son pourcentage de points. La première recrue du Lokomotiv est Iegor Iakovlev. Finalement, le Lokomotiv engage de jeunes joueurs prometteurs pouvant évoluer en MHL. Trois d'entre eux représentent l'équipe de Russie junior : Daniil Apalkov, Vladislav Kartaïev et Emil Galimov. La KHL donne à l'équipe le droit de percevoir des joueurs âgés de 17 à 22 ans sous contrat avec une équipe de la KHL et de la VHL. Le capitaine est Maksim Ziouziakine. Le Lokomotiv rejoue son premier match le 12 décembre 2011 face au Neftianik Almetievsk et l'emporte 5-1.

## Palmarès
- Vainqueur de la Coupe Gagarine : 2025
- Vainqueur de la Superliga : 1997, 2002, 2003.
- Vainqueur du second échelon d'URSS : 1969, 1987.

## Saison après saison
Note : PJ : parties jouées, V : victoires, VP : victoires en prolongation ou en fusillade, D : défaites, N : matchs nuls, DP : défaite en prolongation, DP : défaite en prolongation ou en fusillade, Pts : Points, BP : buts pour, BC : buts contre.

### Saisons en KHL
| Saison    | PJ | V  | VP | VTB | D  | DP | DTB | BP  | BC  | Pts | Classement | Séries éliminatoires |
| --------- | -- | -- | -- | --- | -- | -- | --- | --- | --- | --- | ---------- | --- |
| 2008-2009 | 56 | 32 | 2  | 2   | 13 | 3  | 4   | 175 | 111 | 111 | 3e/24      | Neftekhimik Nijnekamsk 3-1 (huitième de finale) Spartak Moscou 3-0 (quart de finale) Metallourg Magnitogorsk 4-1 (demi-finale) Ak Bars Kazan 4-3 (finale)     |
| 2009-2010 | 56 | 23 | 3  | 2   | 17 | 4  | 4   | 163 | 132 | 96  | 7e/24      | Atlant Mytichtchi 3-1 (huitième de finale) Spartak Moscou 4-2 (quart de finale) HK MVD 4-3 (demi-finale)                                                      |
| 2010-2011 | 54 | 33 | 1  | 1   | 14 | 4  | 1   | 202 | 143 | 108 | 3e/23      | Dinamo Minsk 4-3 (huitième de finale) Dinamo Riga 4-1 (quart de finale) Atlant Mytichtchi 4-2 (demi-finale)                                                   |
| 2012-2013 | 52 | 24 | 2  | 8   | 18 | 0  | 0   | 131 | 121 | 92  | 4e/28      | Severstal Tcherepovets 4-2 (huitième de finale) |
| 2013-2014 | 54 | 23 | 2  | 3   | 21 | 1  | 4   | 109 | 103 | 84  | 8e/26      | Dinamo Moscou 4-3 (huitième de finale) SKA Saint-Pétersbourg 4-2 (quart de finale) Lev Prague 4-1 (demi-finale)                                               |
| 2014-2015 | 60 | 24 | 4  | 4   | 19 | 2  | 7   | 155 | 143 | 97  | 10e/28     | Dinamo Moscou 4-2 (huitième de finale) |
| 2015-2016 | 60 | 37 | 2  | 4   | 16 | 5  | 5   | 155 | 94  | 125 | 9e/28      | SKA Saint-Pétersbourg 4-1 (quart de finale) |
| 2016-2017 | 60 | 32 | 1  | 3   | 18 | 3  | 3   | 163 | 130 | 110 | 3e/29      | Dinamo Moscou 4-1 (huitième de finale) CSKA Moscou 4-2 (quart de finale) SKA Saint-Pétersbourg 4-0 (demi-finale)                                              |
| 2017-2018 | 56 | 26 | 6  | 3   | 18 | 2  | 1   | 148 | 129 | 99  | 6e/27      | Torpedo Nijni Novgorod 4-0 (huitième de finale) SKA Saint-Pétersbourg 4-1 (quart de finale)                                                                   |
| 2018-2019 | 62 | 34 | 3  | 3   | 16 | 5  | 1   | 159 | 118 | 86  | 6e/25      | HK Sotchi 4-2 (huitième de finale) SKA Saint-Pétersbourg 4-1 (quart de finale)                                                                                |
| 2019-2020 | 62 | 25 | 4  | 5   | 23 | 3  | 2   | 170 | 151 | 73  | 11e/24     | Jokerit 4-2 (huitième de finale) |
| 2020-2021 | 60 | 30 | 5  | 3   | 15 | 5  | 2   | 181 | 126 | 83  | 5e/23      | Jokerit 4-0 (huitième de finale) HK CSKA Moscou 4-3 (quart de finale)                                                                                         |
| 2021-2022 | 49 | 19 | 3  | 1   | 15 | 6  | 3   | 113 | 103 | 55  | 13e/24     | HK CSKA Moscou 4-0 (huitième de finale) |
| 2022-2023 | 68 | 35 | 3  | 3   | 17 | 7  | 3   | 164 | 122 | 92  | 5e/22      | HK Vitiaz 4-1 (huitième de finale) HK CSKA Moscou 3-4 (quart de finale)                                                                                       |
| 2023-2024 | 68 | 34 | 8  | 2   | 19 | 1  | 4   | 174 | 139 | 93  | 2e/23      | HK CSKA Moscou 4-1 (huitième de finale) Avangard Omsk 4-3 (quart de finale) Traktor Tcheliabinsk 4-0 (demi-finale) Metallourg Magnitogorsk 0-4 (finale)       |
| 2024-2025 | 68 | 39 | 6  | 4   | 15 | 3  | 1   | 191 | 122 | 102 | 1er/23     | Torpedo Nijni Novgorod 4-0 (huitième de finale) Avangard Omsk 4-3 (quart de finale) Salavat Ioulaïev Oufa 4-1 (demi-finale) Traktor Tcheliabinsk 4-1 (finale) |